# 九十九晃
九十九 晃（つくも あきら、1998年〈平成10年〉8月6日 - ）は、日本の政治活動家。兵庫県宝塚市出身。独身。九十九晃はハンドルネーム(仮名)であり本名は非公開。右派系市民団体「行動する保守運動」関西地区運営。民族自警団日本暁乃会会長代行。日本国民党機関紙「しんぶん国民」編集部記者。日本国民党情報宣伝局員。
元在日特権を許さない市民の会（在特会）幹事（島根支部運営および兵庫支部幹事）。

## 経歴
2018年6月10日に池袋の路上で桜井誠が率いる右派系市民団体「行動する保守運動」の「排外デモ」に参加し、デモに抗議していた男性の胸部を突き飛ばし暴行したとして警視庁公安部に現行犯逮捕された。
11月には、韓国のアイドルグループ「防弾少年団（BTS）」が広島・長崎への原爆投下を揶揄するTシャツを着用。問題視された後に東京ドームでライブを実施することに対して「竹島を日本領土だと言えない韓国人は来るな！」と抗議し、Yahoo!のリアルタイム検索で3位にランクインした。
2020年、三島由紀夫を顕彰する福岡憂国忌で審査員特別賞を受賞した。九十九は極左勢力が議会進出を果たして政治活動を展開していると指摘して、右派活動家も地方議会に進出すべきと主張した。
2021年、東京オリンピックの選手村で韓国選手団の掲げた横断幕に抗議した。
2021年6月、公明党代表の山口那津男の自宅前で 街宣活動を行った。
7月には再び山口代表の自宅前にて街宣活動を行った。
8月には東京地裁による街宣禁止の仮処分が決定された。
12月には武蔵野市で住民投票条例の制定反対を求め、松下玲子武蔵野市長の自宅前で街宣活動を行った。
2022年、神宮外苑の再開発に反対し、再開発を進める三井不動産・伊藤忠商事など4事業体に直接抗議文を手交。